# Qamil Buxheli
Qamil Buxheli (ur. 8 lutego 1925 w Pandalejmonie, zm. 2 grudnia 2006 w Tiranie) – albański pisarz socrealistyczny, dziennikarz, publicysta i satyryk.
W 1978 roku jego satyryczna powieść pod tytułem Kariera e zotit Maksut została w 1978 roku przetłumaczona na język węgierski przez Istvána Schütza.

## Życiorys
Ukończył szkołę podstawową w Sarandzie oraz gimnazjum w Gjirokastrze. Podczas II wojny światowej zaangażował się w działalność komunistyczną; od lutego 1942 do kwietnia 1943 należał do młodzieżówki komunistycznej, a dnia 16 kwietnia 1943 roku wstąpił do Armii Narodowo-Wyzwoleńczej.
W latach 1955–1960 studiował na Instytucie Literackim im. A.M. Gorkiego w Moskwie. Po powrocie do Albanii pracował jako redaktor w czasopiśmie Zëri të Popullit, był też redaktorem naczelnym czasopism Zëri të Rinisë oraz Yili (od lat 70. do 90.).
Zmarł 2 grudnia 2006 roku w wyniku zawału serca.

## Twórczość[1]
- Dostojevsk nuk kemi, idiotë sa të duash
- Kënga e Asim Zenelit (1943)
- Këngë partizane (1943)
- Kënga e Ali Demit (1944)
- Në Kinën e popullit (1949)
- Kali i mbretit dhe kalorës të rinj (1960)
- Një ndodhi në plazh (1962)
- Dueli (1963)
- Varka e të dymbëdhjetëve (1964)
- Gjyshet dhe turistët (1966)
- Rrugë të tërthorta (1967)
- Komandanti dhe ushtari (1968)
- Stafeta e kuqe (1968)
- Faraonë dhe firaunë (1969)
- Kur qesh tërë qyteti (1970)
- Kariera e zotit Maksut (1973)[2]
- I pazëvendësueshmi (1972)
- Pjesë të zgjedhura (1972)
- Kameleoni në hall (1976)
- Abeli, unë dhe Paganini (1985)
- Perënditë bien nga fiku (1985)
- Maratona e vdekjes (1991)
- Kali i mbretit dhe kalorës të rinj (2002)

## Odznaczenia i tytuły[1]
- Medal Pamięci
- Medal Wyzwolenia
- Order Pracy I Klasy
- Order Naima Frashëriego
- Tytuł Wielkiego Mistrza Pracy

## Życie prywatne
Miał córkę Teutę.